# رودولفو أنايا
رودولفو ألفونسو أنايا (بالإسبانية: Rudolfo Anaya)‏ (1937 - 2020)، هو كاتب روائي مكسيكي أمريكي. اشتهر بروايته «باركيني يا ألتيما» التي نُشرت عام 1972. ويُعتبر أنايا مؤسس الأدب الحديث لشيكانو. نال عبر السنوات العديد من الجوائز الأدبية ذات الأهمية، وأنتج أكثر من 27 عملا أدبيا و11 عملا في الأدب الواقعي.

## حياته
ولد الأديب المكسيكي في 30 أكتوبر 1937 في قرية باستورا (نيو مكسيكو). وهو الابن الثامن من عشرة أبناء (ثلاثة منهم غير أشقاء). واشتهر عالميا من خلال أول رواية طبعها بعنوان «باركيني يا ألتيما» التي اعتبرت من الأدب الكلاسيكي للثقافة المكسيكية الأميركية (الشيكانو) وحازت ولا تزال على شعبية واسعة في الأوساط الأدبية والشعبية. وكان لمعاصرة أنايا للمرحلة الانتقالية التي عاشتها العائلات المكسيكية الأميركية وانتقالها من الرعوية والزراعة والاكتفاء الاقتصادي إلى سوق العمالة الأميركية أثره الكبير في بلورة أفكاره. واستطاع عند انتقال عائلته عام 1952 إلى مدينة ألبوكويرك نيومكسيكو، التأقلم بسرعة مع إيقاع حياة المدينة التي أخذته عن أصوله المكسيكية، إلا أن تعرضه عام 1954 إلى حادث جعله في حالة شلل مؤقت، أعاده إلى التأمل وطرح العديد من التساؤلات الفلسفية عن الحياة وكينونة الإنسان.

## وفاته
توفي يوم 28 يونيو 2020 بمدينة ألباكركي الأمريكية. عن عمر ناهز 82 سنة.

## من مؤلفاته
- «باركيني يا ألتيما (رواية)» التي نُشرت عام 1972.

## وصلات خارجية
- رودولفو أنايا على موقع الموسوعة البريطانية (الإنجليزية)
- رودولفو أنايا على موقع إن إن دي بي (الإنجليزية)